# Petrograjski otok
Petrograjski otok (rusko Петроградский остров) je tretji največji otok v delti reke Neve v Sankt Peterburgu, Rusija. Skupaj z Zajčjim, Aptekarskim in Petrovskim otokom tvori Petrograjsko okrožje (rusko: Петроградская сторона). Je upravno središče Petrograjskega okrožja in gosti številne univerze in raziskovalne centre ter kulturne, zgodovinske in rekreacijske objekte.

## Geografija
Petrograjski otok leži med reko Nevo in njenim krakom Velika Nevka (Больша́я Не́вка). Od Aptekarskega otoka na severu ga ločuje reka Karpovka, od Krestovskega otoka na zahodu Mala Nevka (Ма́лая Не́вка), od otoka Petrovski na jugu reka Ždanovka, od Zajčjega otoka na jugovzhodu pa Kronverkski preliv. Z osrednjim okrožjem je povezan mostom sv. Trojice, z otokom Vasilievski z Borznim mostom (Биржево́й мост) in Tučkovim mostom (Ту́чков мост)), s Petrovskim otokom z mostom Mali Petrovski, s Krestovskim otokom (Крестовский остров) z Lazarevskim in Velikim Krestovskim mostom in z Viborgskim okrožjem prek mostov Sampsonievski in Grenaderski.

## Zgodovina
Finske in švedske kmetije so ustvarile veliko rusko naselje, ki je otok še naprej razvijal v 17. stoletju. Leta 1703 je ruski car Peter Veliki postavil temelje Petropavlovske trdnjave na bližnjem Zajčjem otoku. V tem času je prebival blizu današnjega Trga sv. Trojice v bližini jugovzhodnega rta otoka, ki je bil v tistem času znan kot Gorodski otok. Po Petrovi smrti leta 1725 je bil preimenovan v Peterburški otok. Upravno središče Sankt Peterburga se je na otok Vasilijevski preselilo v 1720-ih, v 1730-ih pa so kamnite stavbe severno od Kronverka prepovedali. Zaradi tega je otok postal bolj stanovanjski in primestni.
Ena najstarejših glavnih avenij iz 1730-ih je Bolšoj (Veliki) prospekt, ki otok prečka s severovzhoda do Tučkovega mostu na jugozahodu. Jamburški, Koporski, Sanktpeterburški in Belozerski polki so imeli takrat na otoku svoje četrti, nova cesta pa je služila za povezavo vseh. Konjski tramvaji so prvič vozili v 1860-ih, sledili so tramvaji leta 1908 in trolejbusi leta 1948.
Druga glavna avenija, Kamennoostrovski prospekt, preseka Veliki prospekt na severu na Trgu Leva Tolstoja in teče jugovzhodno do današnjega mostu sv. Trojice. Cesta je bila zgrajena v 18. stoletju in je vodila od sprehajališča Kronverk do otoka Kameni. V 1820-ih je bila cesta s posebnimi tlakovanjem. V 1870-ih je po aveniji začel obratovati konjski tramvaj, leta 1909 pa so uvedli električni tramvaj. Leta 1903 se je cesta podaljšala do trga sv. Trojice.
Ko se je leta 1914 Sankt Peterburg preimenoval v Petrograd, je otok dobil današnje ime, Petrograjski otok.

## Znamenitosti
Petrograjski otok je dom številnih uglednih univerz, znanstvenih in raziskovalnih inštitutov. Državna medicinska univerza Sankt Peterburg Pavlov na ulici Leva Tolstoja 6/8, je bila ustanovljena leta 1897 kot prvi ruski medicinski inštitut.
Državna univerza za informacijske tehnologije, mehaniko in optiko v Sankt Peterburgu je ena vodilnih ruskih tehničnih univerz. Akademija za vesoljsko inženirstvo A. F. Možaiski (ulica Ždanovska 13) je politehnična vojaška izobraževalna ustanova in vesoljsko raziskovalno središče.
Zgodovinsko zanimiva je križarka Avrora, najstarejša ladja Ruske vojne mornarice in simbol oktobrske revolucije leta 1917. Kot muzej od leta 1956, je zasidrana v reki Velika Nevka, blizu Sampsonievskega mostu.
Severno od Kronverka, v nekdanjih Akvarijskih vrtovih, je bil leta 1896 v Rusiji prikazan prvi film, v današnjem studiu Lenfilm Studios.
Na otoku je tudi gledališče Baltski dom, Jubilejna športna palača, Sanktpeterburški planetarij in Leningrajski živalski vrt.